# Mesarská nížina

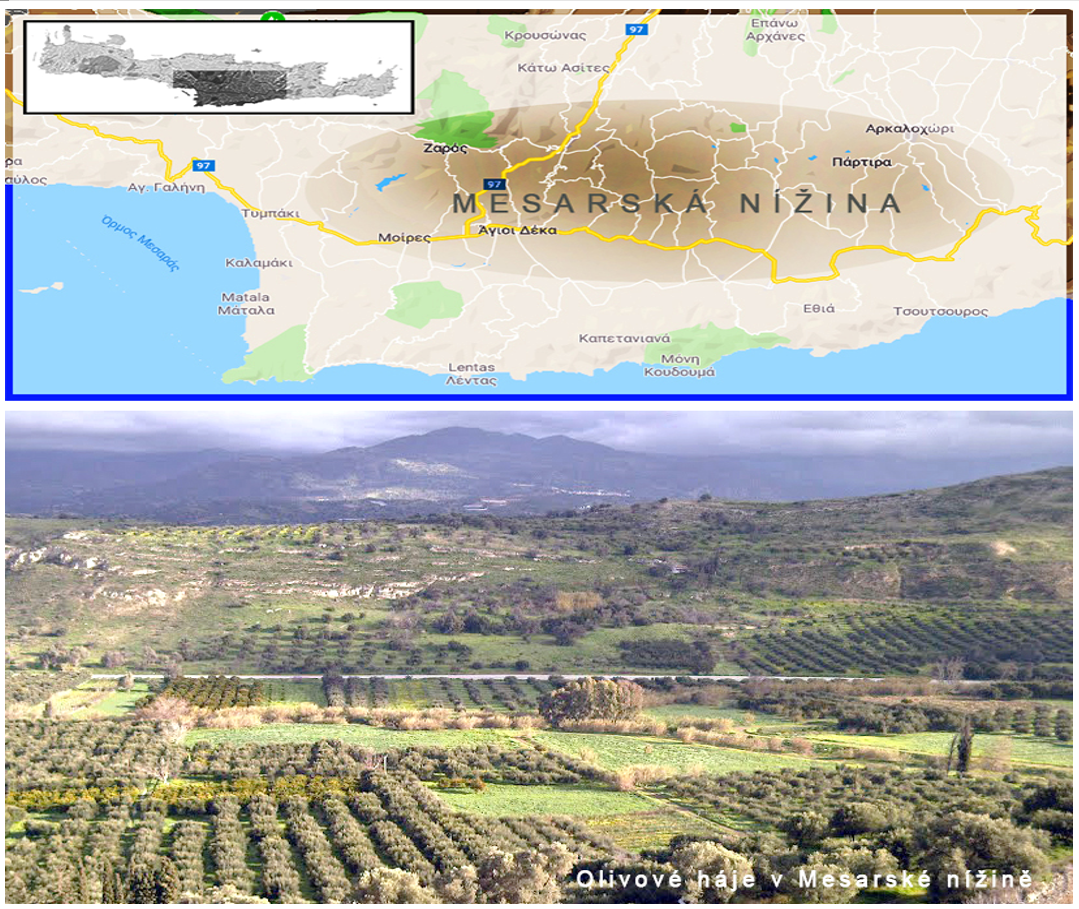
Mesarská nížina

Mesarská nížina je nejrozsáhlejší planina Řecka. Nachází se v jižní části střední Kréty.
Planina je sevřená z jihu i ze severu horskými hřebeny Pediada a pomalu se svažuje k západu, kde severně od letoviska Matala dosáhne až k Libyjskému moři. Místní úrodná, intenzivně obdělávaná zemědělská krajina je osídlena a využívána po desítky generací. Mimořádnost této lokality dokládají tři významná archeologická naleziště minojské civilizace (2700 až 1450 př. n. l.), Faistos, Hagia Triada a Gortyna s nejstaršími doklady obydlení z 4. tisíciletí př. n. l. Nejrozsáhlejší archeologická lokalita Kréty Gortyn je zmiňována i v Homérových eposech Ilias a Odyssea.
Messarskou nížinou  protéká, především v chladnějších měsících roku, říčka Lithaíos Potamós, která je z hor napájena množstvím přítoků. Až tři sta slunečních dnů v roce, průměrná roční teplota kolem 20 °C a úhrnné roční srážky 503 milimetrů zajišťují zemědělským plodinám v Mesarské nížině ideální podmínky k růstu. Nejdůležitější plodinou na Krétě je olivovník (Olea europaea) a v nížině se nejlépe daří drobné odrůdě koroneiki. Růst a dozrávání plodů v kvalitní půdě bez nadměrného stresu způsobeného suchem nebo škůdci a dostatek slunečního záření umožňuje ze zdejší produkce výrobu vysoce kvalitního olivového oleje s nízkou aciditou, běžně jen kolem 0,2 %. Rozlehlé olivové háje tak pokrývají většinu zdejší zemědělské půdy.